# Stéphane Ostrowski
Stéphane Ostrowski (ur. 17 marca 1962 w Bron) – francuski koszykarz, występujący na pozycji skrzydłowego, olimpijczyk, trener koszykarski.
W kadrze Francji wystąpił 193 razy uzyskując 2 815 punktów oraz rekordowe 33 w jednym spotkaniu.
W trakcje całej swojej kariery zawodowej w najwyższej klasie rozgrywkowej – LNB Pro A zgromadził na swoim koncie najwięcej punktów (9 348 – 17,5) w historii tych rozgrywek, podobnie jak i zbiórek (3 632 – 6,8). Pod względem asyst (1 658 – 3,1) uplasował się na piątym miejscu listy wszech czasów (statystyki są liczone oficjalnie od sezonu 1982/83).

## Osiągnięcia
Drużynowe
- Zdobywca pucharu:
  - Europy Zdobywców Pucharów (1988)[3]
  - Francji (1998)[3]
  - Liderów Francji (1988, 1990)[1]
- Finalista pucharu:
  - Koracia (1987)[3]
  - Saporty (2001)[3]
  - Liderów Francji (1991, 1992)
- Brąz pucharu Europy:
  - 1995
  - Mistrzów Krajowych (1990)[1]
- 4-krotny mistrz Francji (1988–1990, 1995)[3]
- 4-krotny wicemistrz Francji (1987, 1991, 1992, 1994)
- 4. miejsce w Pucharze Koracia (1998)

Indywidualne
- 4-krotny Francuski MVP ligi Pro A (1986, 1988, 1989, 1990)[1]
- Wschodząca gwiazda ligi francuskiej (1984)
- Uczestnik:
  - FIBA All-Star Games (1990, 2 x 1991, 2 x 1995)
  - francuskiego All-Star Game (1987–1990, 1994, 1995, 1997)
- Lider:
  - strzelców ligi francuskiej[2]
  - Pro A w zbiórkach[2]

Reprezentacja
- Brązowy medalista igrzysk śródziemnomorskich (1993)[2]
- Uczestnik:
  - mistrzostw świata (1986 – 13. miejsce)[1]
  - igrzysk olimpijskich (1984 – 11. miejsce)[3]
  - mistrzostw Europy (1985 – 6. miejsce, 1987 – 9. miejsce, 1989 – 6. miejsce, 1991 – 4. miejsce, 1993 – 7. miejsce, 1995 – 8. miejsce)[3]